# Kouéré
Kouéré är en ort i Burkina Faso.   Den ligger i regionen Cascades, i den sydvästra delen av landet, 300 km sydväst om huvudstaden Ouagadougou. Kouéré ligger 352 meter över havet och antalet invånare är 3 195.
Terrängen runt Kouéré är platt. Runt Kouéré är det mycket glesbefolkat, med 3 invånare per kvadratkilometer.. Kouéré är det största samhället i trakten.
Omgivningarna runt Kouéré är huvudsakligen savann.